# Eupodoscirtus
Eupodoscirtus is een geslacht van rechtvleugeligen uit de familie krekels (Gryllidae). De wetenschappelijke naam van dit geslacht is voor het eerst geldig gepubliceerd in 2004 door Gorochov.

## Soorten
Het geslacht Eupodoscirtus omvat de volgende soorten:
- Eupodoscirtus affinis Gorochov, 2004
- Eupodoscirtus idoneus Gorochov, 2004
- Eupodoscirtus stolarczyki Gorochov, 2004
- Eupodoscirtus voeltzkowi Gorochov, 2004